# NGC 7569
NGC 7569 este o galaxie lenticulară situată în constelația Pegas. A fost descoperită în 6 septembrie 1886 de către Lewis A. Swift.